# Cicindela togata
Cicindela togata är en skalbaggsart som beskrevs av Laferté-sénectère 1841. Cicindela togata ingår i släktet Cicindela och familjen jordlöpare.

## Underarter
Arten delas in i följande underarter:
- C. t. fascinans
- C. t. globicollis
- C. t. togata